# Diestota clavicornis
Diestota clavicornis är en skalbaggsart som beskrevs av Sharp 1908. Diestota clavicornis ingår i släktet Diestota och familjen kortvingar. Inga underarter finns listade i Catalogue of Life.